# برترام شارب
برترام شارب (بالإنجليزية: Bertram Sharp)‏ (8 يناير 1876 بهيرفورد في المملكة المتحدة - 2 نوفمبر 1949 بليفربول في المملكة المتحدة) هو لاعب كريكت ولاعب كرة قدم بريطاني (وحمل سابقاً جنسية المملكة المتحدة لبريطانيا العظمى وأيرلندا) في مركز الظهير. لعب مع أستون فيلا ونادي إيفرتون ونادي ساوثهامبتون.